# Castelul Miramare

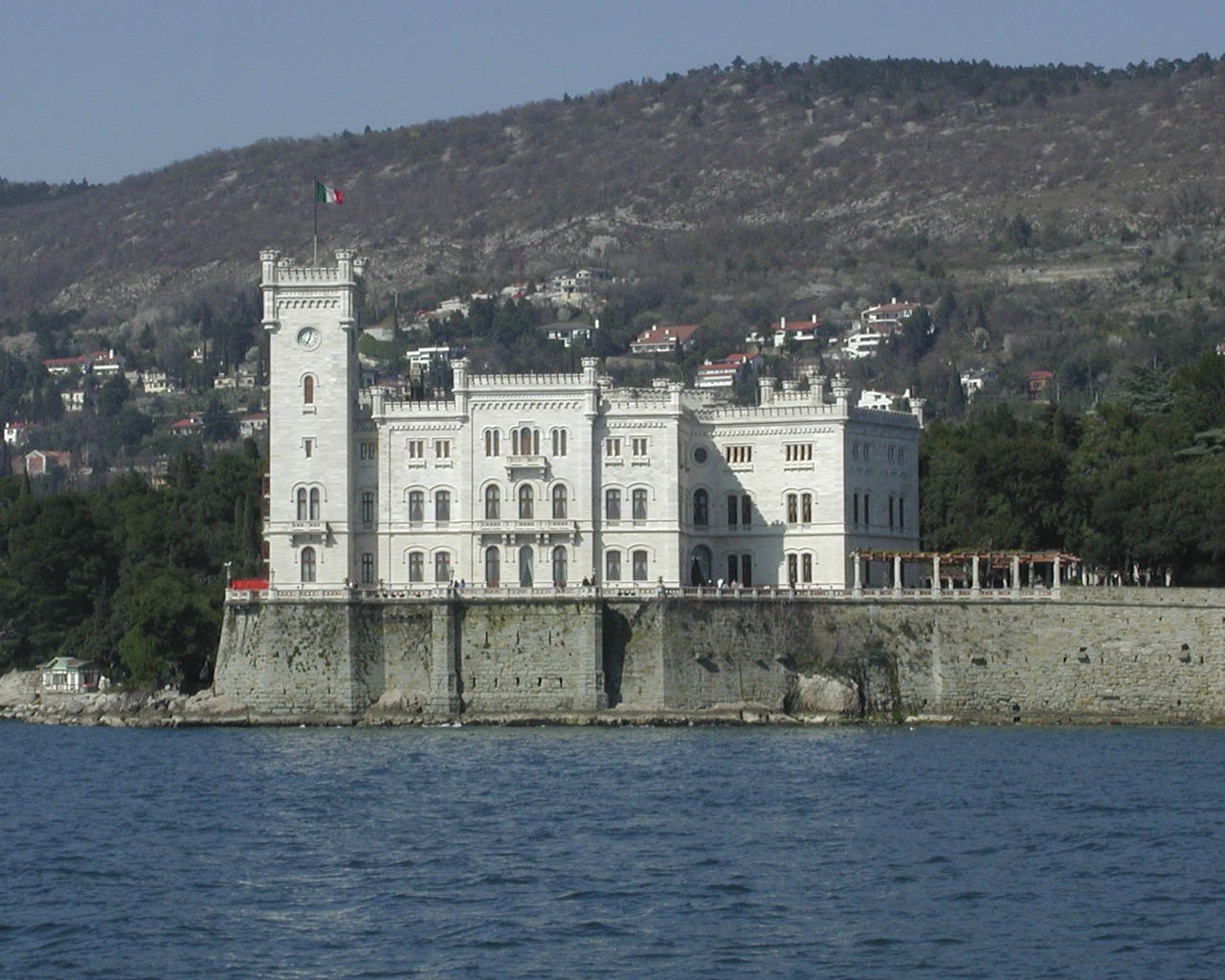
Castelul Miramare văzut dinspre mare

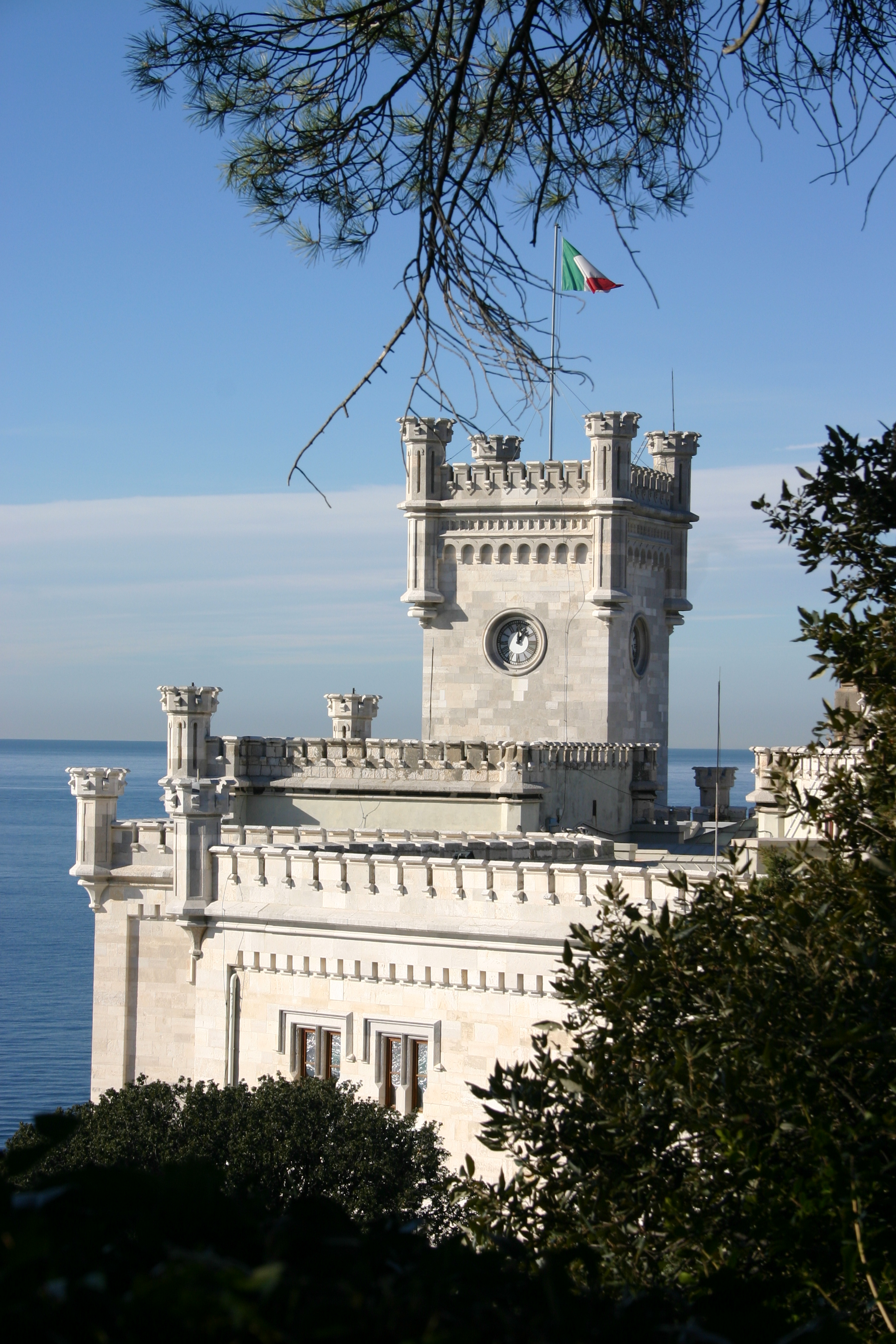
Castelul Miramare văzut de pe ţărm

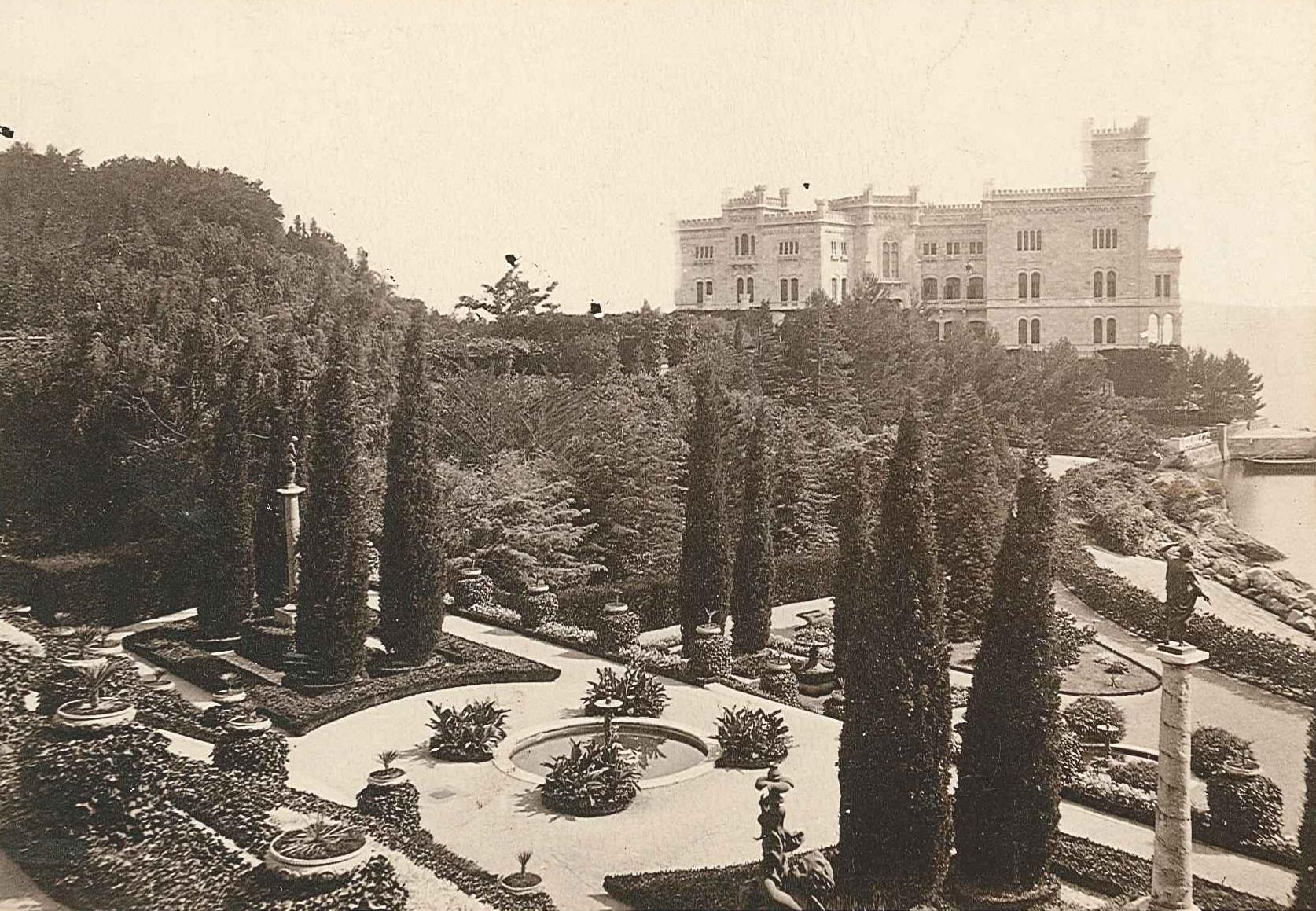
Castelul şi grădinile, în jur de 1880

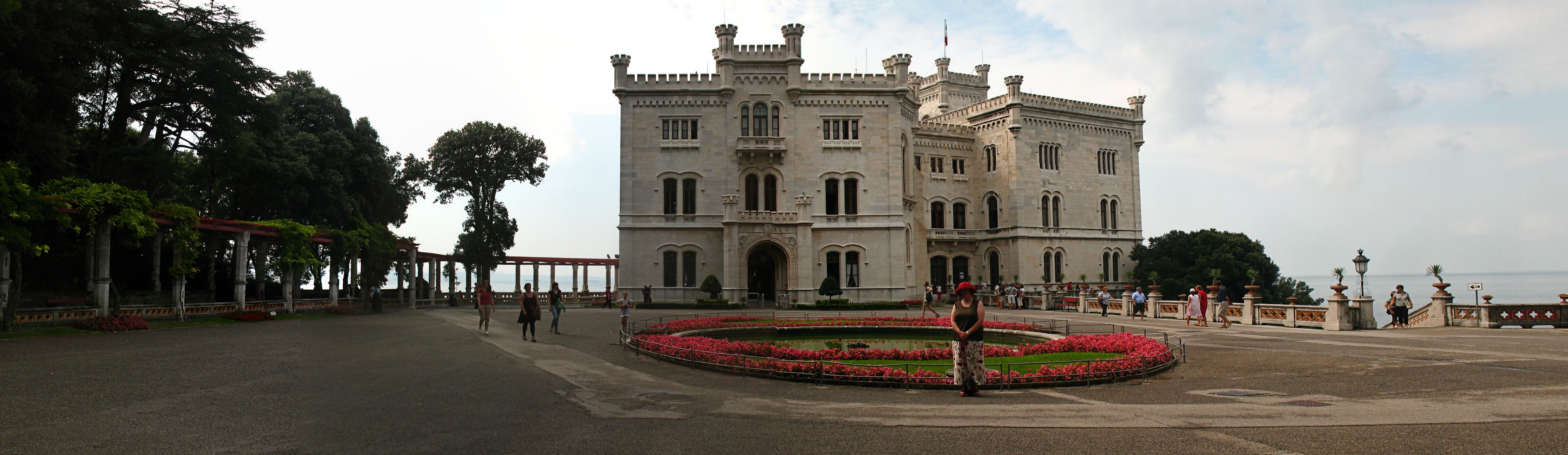
Vedere de pe ţărm

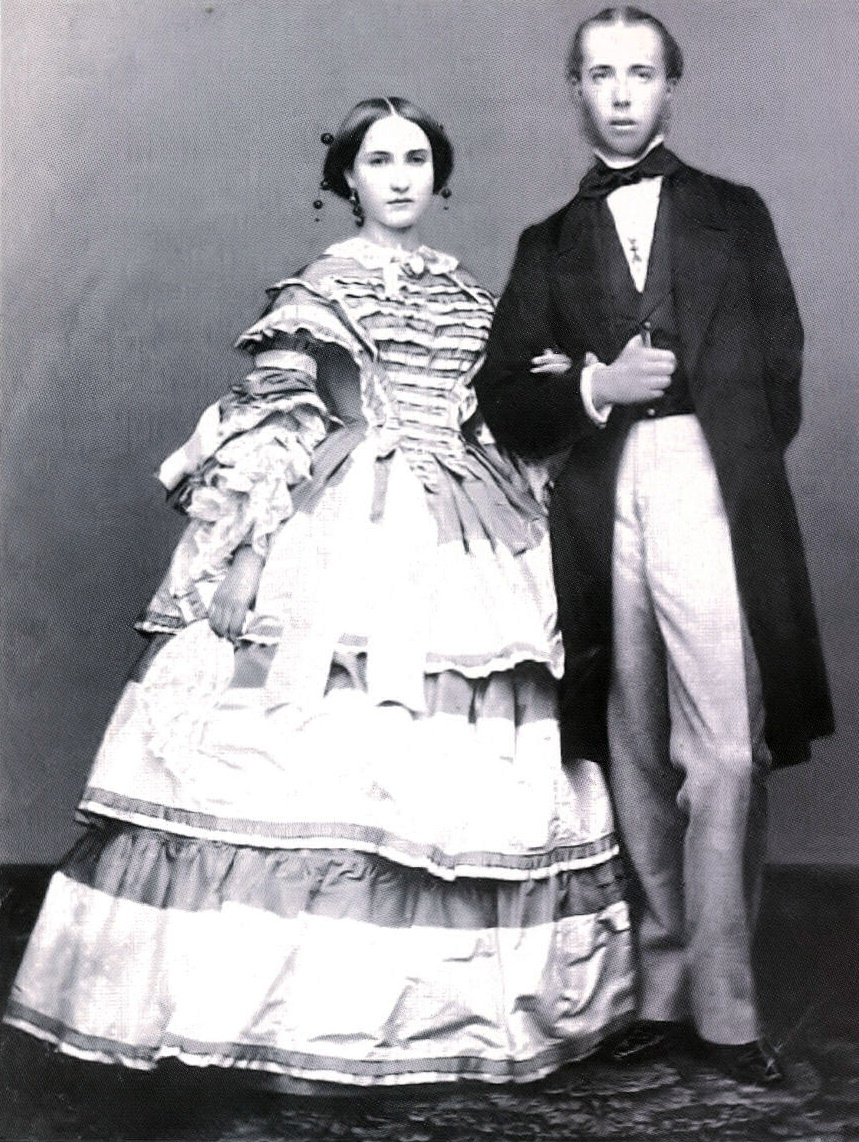
Maximilian și Charlotte (1857)

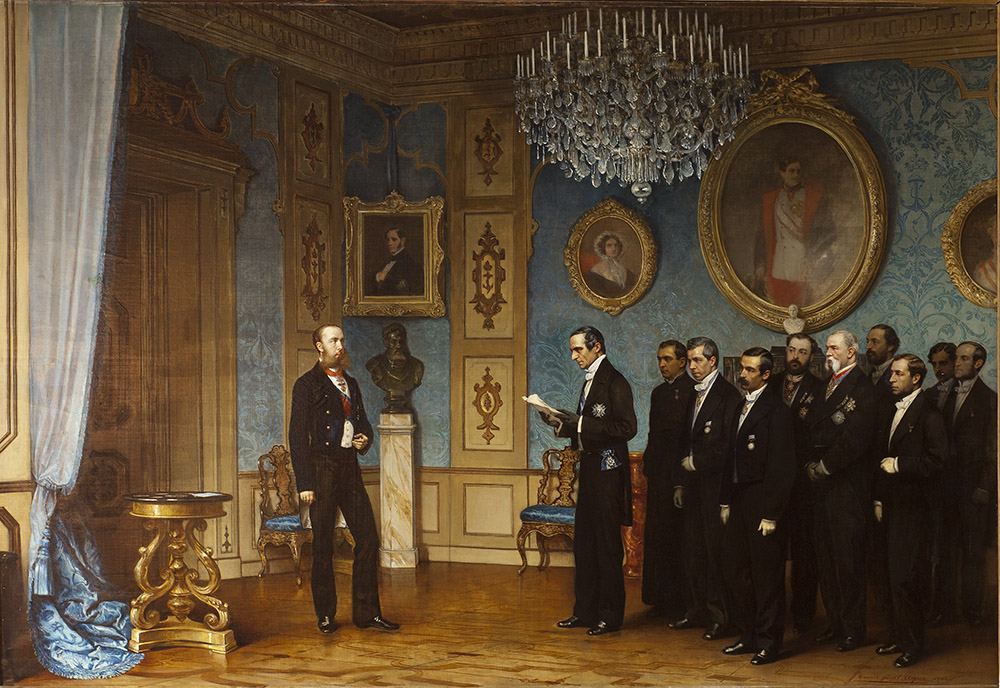
Cesare Dell’Acqua (1867): Delegația mexicană îi oferă arhiducelui Maximilian titlul de împărat - 1863.

Castelul Miramare (în italiană Castello di Miramare) este așezat pe un promontoriu stâncos din golful Grignano la Marea Adriatică, în Italia, la cca 5 km nord-vest de orașul portuar italian Triest.
Castelul a fost construit între 1856 și 1860 pentru arhiducele Ferdinand Maximilian von Österreich (fratele împăratului Franz Joseph I) și soția sa Charlotte a Belgiei. Arhitectul și în același timp și constructorul a fost Carl Junker. Construcția, înzestrarea interioară precum și grădinile au fost executate după indicațiile detaliate ale lui Maximilian și mai reflectă și astăzi marea lui dragoste pentru mare. Înzestrarea interioarelor a fost terminată abia în 1870, după moartea lui Maximilian. Începând din 1955 castelul este un muzeu de stat care poate fi vizitat de public.